# Sha’Carri Richardson
Sha’Carri Richardson (ur. 25 marca 2000 w Dallas) – amerykańska lekkoatletka, specjalizująca się w biegach sprinterskich.
W 2017 r. zdobyła w Trujillo złoty medal mistrzostw panamerykańskich juniorów w sztafecie 4 × 100 metrów. W 2019 r. zdobyła w Austin złoty medal w akademickich mistrzostwach Stanów Zjednoczonych (w biegu na 100 metrów), natomiast w 2021 r. w Hayward Field – złoty medal mistrzostw Stanów Zjednoczonych (w biegu na 100 metrów).
Podczas zawodów w Austin w 2019 r. zasłynęła pobiciem dwóch rekordów świata juniorek w biegach na 100 metrów oraz 200 metrów. Dokonała tego w zaledwie w odstępie 45 minut.
Przed letnimi igrzyskami olimpijskimi w Tokio (2020) – rozegranymi w lipcu 2021 r. z powodu pandemii COVID-19 – była uważana za jedną z głównych kandydatek do zdobycia medalu, jednak na igrzyska nie pojechała w wyniku miesięcznego zawieszenia po wykryciu marihuany w jej organizmie.
W 2023 w Budapeszcie podczas mistrzostw świata zdobyła trzy medale: dwa złote w biegu na 100 metrów i sztafecie 4 × 100 metrów oraz brązowy w biegu na 200 metrów, a na igrzyskach olimpijskich w Paryżu w 2024 roku zdobyła srebrny medal na 100 metrów oraz złoty medal w biegu rozstawnym 4 × 100 metrów.

## Rekordy życiowe
- bieg na 100 metrów – 10,65 s (Budapeszt 21/08/2023) 5. wynik w historii światowej lekkoatletyki / 10,57w (Miramar 08/04/2023)
- bieg na 200 metrów – 21,92 s (Budapeszt 25/08/2023) / 21,61w (Eugene 08/07/2023)
- bieg na 60 metrów (hala) – 7,20 (Fayetteville 26/01/ 2019)